# 东源乡 (上栗县)
东源乡，是中华人民共和国江西省萍乡市上栗县下辖的一个乡镇级行政单位。

## 行政区划
东源乡下辖以下地区：
东源村、江岭村、新益村、桃源村、小枧村、民主村、田心村、宫江村、上埠村、楼下村、羊子村、镜山村、逢源村、桥头村和竺塘村。